# 하부정 (히로시마현)
하부정(土生町)은 히로시마현 미쓰기군에 설치되었던 정이다.  1953년 5월 1일 하부정 및 시게이촌, 오하마촌, 나카노쇼촌, 미쓰노쇼정, 다쿠마정, 도요타군 히가시이쿠치촌 등 7개 정·촌이 합병, 인노시마시가 신설되고 폐지되었다.